# Alexander Borromeo
Alexander Luis Borromeo (ur. 6 czerwca 1983 roku w San Francisco) – filipiński piłkarz występujący najczęściej na pozycji obrońcy lub pomocnika, chociaż zdarza mu się także grywać jako napastnik. Obecnie gra w National Capital Region FC oraz reprezentacji Filipin, której jest kapitanem.

## Życiorys
Borromeo przez całą swoją piłkarską karierę był związany z filipińskim zespołem Kaya F.C. Jest to zawodnik bardzo uniwersalny, mogący występować zarówno na pozycji środkowego obrońcy, defensywnego pomocnika, a czasami nawet napastnika. Filipińczyk najczęściej jednak występuje w defensywie bądź w linii pomocy. Alexander należy do jednych z najlepszych zawodników w kraju, a także stanowi o sile reprezentacji swojego kraju. Na początku 2007 roku przez długo leczył kontuzję lewej kostki. Nabawił się jej 12 stycznia w przegranym 0:4 meczu przeciwko reprezentacji Malezji inaugurującym rozgrywki Tiger Cup. Uraz ten wykluczył go z gry do końca turnieju, wcześniej jednak udało mu się wpisać na listę strzelców. Kapitan filipińskiej drużyny narodowej zdobył jedyną bramkę w meczu z Kambodżą skutecznie wykonując rzut karny.